# Jay Vincent (pilote moto)
Pour les articles homonymes, voir Vincent et Jay Vincent.
Pas d'image ? Cliquez ici
Jay Vincent est un pilote de vitesse moto anglais né à Earl Shilton le 20 février 1972. 
Il est le fils du pilote de side-car Chris Vincent.
Il devient Champion de Grande-Bretagne catégorie 250 cm3 en 1994 et vice-champion d'Europe en 1997
Il commence sa carrière en Grand Prix en 1996 en pilote Wild card pour l'unique course de sa saison Grand Prix au Grand Prix de Grande-Bretagne dans la catégorie 250 cm3 sur Honda, ainsi que l'année suivante au Grand Prix de Grande-Bretagne, mais en catégorie reine: la 500 cm3 toujours au guidon d'une Honda.

Puis, de 1998 à 2001, il participe à la saison Grand Prix en catégorie 250 cm3, avec un passage en mi-saison 2001 en catégorie 500 cm3 en remplacement de Garry McCoy blessé, malgré le manque de résultat.

La réussite n'étant pas là, il retourne en catégorie 250 cm3 pour ses deux dernières saisons: 2002 et 2003.
Il a marqué 217 points au championnat du monde des pilotes catégorie 250 cm3 et 5 points en catégorie 500 cm3 durant sa carrière.

## Carrière en Grand Prix
| Année | Cat.    | Équipe | Moto      | GP | Vict. | Podiums | Poles | Mtour | Pts | Position |
| ----- | ------- | ------ | --------- | -- | ----- | ------- | ----- | ----- | --- | -------- |
| 1996  | 250 cm³ |        | Honda     | 1  | 0     | 0       | 0     | 0     | -   | -        |
| 1997  | 500 cm³ |        | Honda     | 1  | 0     | 0       | 0     | 0     | 2   | 28e      |
| 1998  | 250 cm³ |        | TSR Honda | 13 | 0     | 0       | 0     | 0     | 60  | 13e      |
| 1999  | 250 cm³ |        | Honda     | 16 | 0     | 0       | 0     | 0     | 70  | 11e      |
| 2000  | 250 cm³ |        | Aprilia   | 16 | 0     | 0       | 0     | 0     | 64  | 11e      |
| 2001  | 250 cm³ |        | Yamaha    | 7  | 0     | 0       | 0     | 0     | 2   | 31e      |
| 2001  | 500 cm³ |        | Yamaha    | 8  | 0     | 0       | 0     | 0     | 3   | 26e      |
| 2002  | 250 cm³ |        | Honda     | 16 | 0     | 0       | 0     | 0     | 16  | 22e      |
| 2003  | 250 cm³ |        | Honda     | 1  | 0     | 0       | 0     | 0     | 5   | 28e      |